# Vzroki druge svetovne vojne
Vzroke za izbruh druge svetovne vojne, ki je bila najsmrtonosnejši spopad v človeški zgodovini, so iskali zgodovinarji iz mnogih držav, ki so jih preučevali in jim namenili veliko pozornosti. Neposredni dogodek, ki je bil uvod v vojno, je bila invazija na Poljsko s strani nacistične Nemčije 1. septembra 1939 in poznejše vojne napovedi Nemčiji, ki sta jo podali Velika Britanija in Francija, vendar so bili številni drugi predhodni dogodki predlagani kot končni vzroki. Primarne teme v zgodovinski analizi izvora vojne vključujejo politični prevzem Nemčije leta 1933 s strani Adolfa Hitlerja in nacistične stranke; japonski militarizem proti Kitajski, kar je privedlo do druge kitajsko-japonske vojne; italijanska agresija proti Etiopiji, ki je privedla do druge italijansko-etiopske vojne in prvotnega uspeha Nemčije pri pogajanjih o molotovskem paktu s Sovjetsko zvezo, da bi si razdelil teritorialni nadzor nad vzhodno Evropo.
V obdobju med obema vojnama je nastala velika jeza v Weimarski republiki zaradi mirovnih pogojev iz leta 1919, ki so kaznovali Nemčijo zaradi njene vloge v prvi svetovni vojni s težkih pogojih in visokimi finančnimi povrnitvami škode, s čimer je bilo namenjeno preprečiti ji, da bi še kdaj postala vojaška sila. To je spodbudilo močne tokove revanšizma v nemški politiki, s pritožbami osredotočil predvsem na demilitarizacijo Porenja, prepovedi združitve Nemčije z Avstrijo in izgubo nekaterih nemško govorečih območjih in čezmorskih kolonij. 
V času svetovne gospodarske krize po gospodarskem zlomu leta 1929 so mnogi ljudje izgubili zaupanje v demokracijo in v več državah po svetu so zavladali številni avtoritarni režimi. V Nemčiji je zamera in sovraštvo do drugih držav povečala nestabilnost nemškega političnega sistema, zaradi česar so mnogi aktivisti začeli sovražiti Weimarsko republiko. Najbolj ekstremni politični aspirant za izhod iz tega položaja je bil Adolf Hitler, vodja nacistične stranke. Nacisti so novo totalitarno oblast v Nemčiji vodili od leta 1933 in zahtevali razveljavljati določbe Versajske pogodbe. Njihova agresivnost tako doma kot tudi v tuji politiki je odražala njihove ideologije antisemitizmu, združitvi vseh Nemcev, nakup "življenjskega prostora" za naseljence, odpravo boljševizma in hegemonije z rase nad nezaželenimi kot so bili Judi in Slovani. Drugi dejavniki, ki so vodili v vojno, vključujejo agresijo fašistične Italije proti Etiopiji in nesporazum Japonske z Kitajsko. 
Sprva so se agresivne poteze srečale le s šibko in neučinkovito politiko pomiritve drugih velikih svetovnih sil. Liga narodov se je izkazala za nemočno, zlasti glede Kitajske in Etiopije. Odločilni neposredni dogodek je bila Münchenska konferenca leta 1938, ki je uradno odobrila nemško priključitev Sudetov na Češkoslovaškem. Hitler je obljubil, da je to njegova zadnja ozemeljska zahteva, vendar je v začetku leta 1939 postal še bolj agresiven in evropske vlade so končno spoznale, da pomiritvena politika ne bo zagotovila miru. 
Velika Britanija in Francija sta zavrnili diplomatska prizadevanja za oblikovanje vojaškega zavezništva s Sovjetsko zvezo, Hitler pa je namesto tega ponudil Josifu Stalinu boljši posel v paktu Molotov-Ribbentrop avgusta 1939. Zavezništvo, ki so ga oblikovale Nemčija, Japonska in Italija, je vodilo do ustanovitve sil Osi.